# Victor Wong
Victor Wong (San Francisco, 30 de julho de 1927 — Locke, 12 de setembro de 2001) foi um ator estadunidense.

## Carreira
Ele apareceu em papéis coadjuvantes em filmes ao longo das décadas de 1980 e 1990, incluindo o feiticeiro chinês Egg Shen no filme cult de John Carpenter, Big Trouble in Little China, o conselheiro real Chen Bao Shen no vencedor de Melhor Filme O Último Imperador (1987), o comerciante rural Walter Chang no filme de terror de comédia Tremors (1990) e Vovô Mori nos 3 Ninjas tetralogia (1992-98). Ele também desempenhou vários papéis de destaque para o cineasta independente Wayne Wang, que o descreveu como seu "alter-ego". No início de sua carreira, Wong trabalhou para o KQED como repórter no ar e, mais tarde, um fotojornalista pioneiro. Sua associação com Mark Rothko, que ele conheceu durante seus estudos no San Francisco Art Institute, o viu interagir com vários luminares da Geração Beat, incluindo Jack Kerouac, que o ficcionalizou como "Arthur Ma" em seu romance Big Sur.
Também participou de filmes como Os Aventureiros do Bairro Proibido, O Ataque dos Vermes Malditos, O Rapto do Menino Dourado, e Sete Anos no Tibet.
Morreu de infarto, aos 74 anos.

## Filmografia
| Ano  | Título                                        | Personagem                        | Notas                                |
| ---- | --------------------------------------------- | --------------------------------- | ------------------------------------ |
| 1982 | Nightsongs                                    |                                   |                                      |
| 1985 | Dim Sum: A Little Bit of Heart                | Tio Tam                           |                                      |
| 1985 | Year of the Dragon                            | Harry Yung                        |                                      |
| 1986 | Big Trouble in Little China                   | Egg Shen                          |                                      |
| 1986 | Shanghai Surprise                             | Ho Chong                          |                                      |
| 1986 | The Golden Child                              | O velho homem                     |                                      |
| 1987 | The Last Emperor                              | Chen Pao Shen                     |                                      |
| 1987 | Prince of Darkness                            | Prof. Howard Birack               |                                      |
| 1989 | Eat a Bowl of Tea                             | Wah Gay                           |                                      |
| 1989 | Life Is Cheap...But Toilet Paper Is Expensive | Blind Man                         |                                      |
| 1989 | Fatal Vacation                                | Vovô                              | Título alternativo: An le zhan chang |
| 1990 | Solo                                          | Frank                             |                                      |
| 1990 | Tremors                                       | Walter Chang                      |                                      |
| 1991 | Mystery Date                                  | Janitor                           |                                      |
| 1992 | 3 Ninjas                                      | Vovô Mori Tanaka                  |                                      |
| 1992 | Cageman                                       | Sissy                             | Título alternativo: Long min         |
| 1992 | The Ice Runner                                | Fyodor                            |                                      |
| 1993 | The Joy Luck Club                             | Velho Chong, o professor de piano |                                      |
| 1994 | 3 Ninjas Kick Back                            | Vovô Mori Shintaro                |                                      |
| 1994 | Ching hat yi!                                 | Johnny                            |                                      |
| 1995 | 3 Ninjas Knuckle Up                           | Vovô Mori Shintaro                |                                      |
| 1995 | The Stars Fell on Henrietta                   | Henry Nakai                       |                                      |
| 1995 | Da mao xian jia                               | Tio Nine                          |                                      |
| 1995 | Jade                                          | Mr. Wong                          |                                      |
| 1996 | The Devil Takes a Holiday                     | Chi Chi                           |                                      |
| 1996 | Paper Dragons                                 | Mestre Chang                      |                                      |
| 1997 | Seven Years in Tibet                          | 'Amban'                           |                                      |
| 1997 | Search                                        |                                   |                                      |
| 1997 | My America ... or Honk if You Love Buddha     | co-apresentador                   | Com Renee Tajima-Peña                |
| 1998 | 3 Ninjas: High Noon at Mega Mountain          | Grandpa Mori Tanaka               |                                      |

| Ano       | Título                  | Personagem     | Notas                              |
| --------- | ----------------------- | -------------- | ---------------------------------- |
| 1975–1976 | Search for Tomorrow     |                |                                    |
| 1985      | Nightsongs              | Fung Leung     | Filme para TV                      |
| 1988      | Beauty and the Beast    | Dr. Wong       | Episódio: "China Moon"             |
| 1989      | A Fine Romance          | Lon Mo Wah     | Episódio: "The Tomas Crown Affair" |
| 1990      | Forbidden Nights        | Ho             | Filme para TV                      |
| 1990      | Legacy                  | Larry Chow     | Filme para TV                      |
| 1990      | Midnight Caller         | Phil Wong      | Episódio: "Language Barrier"       |
| 1994      | Due South               | Coo            | Episódio: "Chinatown"              |
| 1996      | Poltergeist: The Legacy | Lee Tzin-Soong | Episódio: "Fox Spirit"             |